# Viligaila
Viligaila o Vilikaila (... – XIII secolo) era tra i cinque duchi lituani anziani citati in un trattato del 1219 stipulato con la Galizia-Volinia.
Oltre a Viligaila, gli altri quattro citati nel trattato sono Živinbudas, Dausprungas, Mindaugas e Daujotas. Nello stesso documento si afferma che Viligaila era il fratello di Daujotas, il che suggerisce che quest'ultimo fosse il fratello maggiore o forse il più influente. Entrambi i fratelli non sono menzionati in altre fonti. Tomas Baranauskas, uno storico lituano contemporaneo, ritiene che Vilikaila e Daujotas potrebbero essere figli di Stekšys, uno dei primi duchi lituani di cui si hanno informazioni ucciso nel 1214.